# Arbeitskreis der Hochschullehrer für Messtechnik
Der Arbeitskreis der Hochschullehrer für Messtechnik e. V. (AHMT) ist ein deutscher Verein von Universitätsprofessoren auf dem Gebiet der Messtechnik.

## Satzungsgemäße Zielsetzung
Der Verein dient der Förderung der Messtechnik als Universitätsdisziplin, insbesondere durch die
- Weiterentwicklung der Forschung und Lehre auf dem Gebiet der Messtechnik,
- Pflege des wissenschaftlichen Erfahrungsaustausches,
- Ausarbeitung von Vorschlägen für Forschungs- und Entwicklungsprogramme,
- Abgabe von Empfehlungen für die Ausbildung in Messtechnik an wissenschaftlichen Hochschulen,
- Unterstützung des Wissenstransfers zwischen Forschung und Praxis.

## Geschichte und Mitgliederstruktur
Der Verein wurde 1987 initiiert und 1989 als eingetragener Verein gegründet, mit Elmar Schrüfer als ersten Vorsitzenden und Dieter Filbert, Theodor Gast, Heinz Kronmüller, Franz Mesch, Friedrich Schneider, Elmar Schrüfer und Hans-Rolf Tränkler als erste Mitglieder. Er hat seinen Sitz in München und verfolgt ausschließlich und unmittelbar gemeinnützige Zwecke. Ihm gehören heute mehr als 60 Universitätsprofessorinnen und -professoren als ordentliche Mitglieder und ständige internationale Gäste an.
Neben den ordentlichen Mitgliedern kann jede natürliche oder juristische Person als förderndes Mitglied aufgenommen werden. Fördernde Mitglieder oder Vertreter fördernder Firmen oder Institutionen können am Messtechnischen Symposium und mit beratender Stimme an der Mitgliederversammlung teilnehmen.

## Messtechnisches Symposium
Veranstaltet wird jährlich im Herbst ein Treffen an einer der Universitäten der Mitglieder. Es ist mit der Mitgliederversammlung und einem zweitägigen Messtechnischem Symposium verbunden, auf dem vor allem Nachwuchswissenschaftlerinnen und Nachwuchswissenschaftler über Forschungsarbeiten berichten.
Die Beiträge zu den Messtechnischen Symposien erschienen 2001 bis 2014 als eigene Reihe im Shaker Verlag und seit 2015 im De Gruyter Verlag. Weitere Beiträge werden in der Zeitschrift tm – Technisches Messen veröffentlicht.

## Messtechnik-Preis
Zur Förderung junger, auf dem Gebiet der Messtechnik arbeitender Wissenschaftlerinnen und Wissenschaftler wird jährlich der Messtechnik-Preis für herausragende Arbeiten, i. a. Dissertationen, verliehen, die einen wesentlichen Beitrag zur Fortentwicklung der Messtechnik darstellen.